# 16:e tillägget till USA:s konstitution

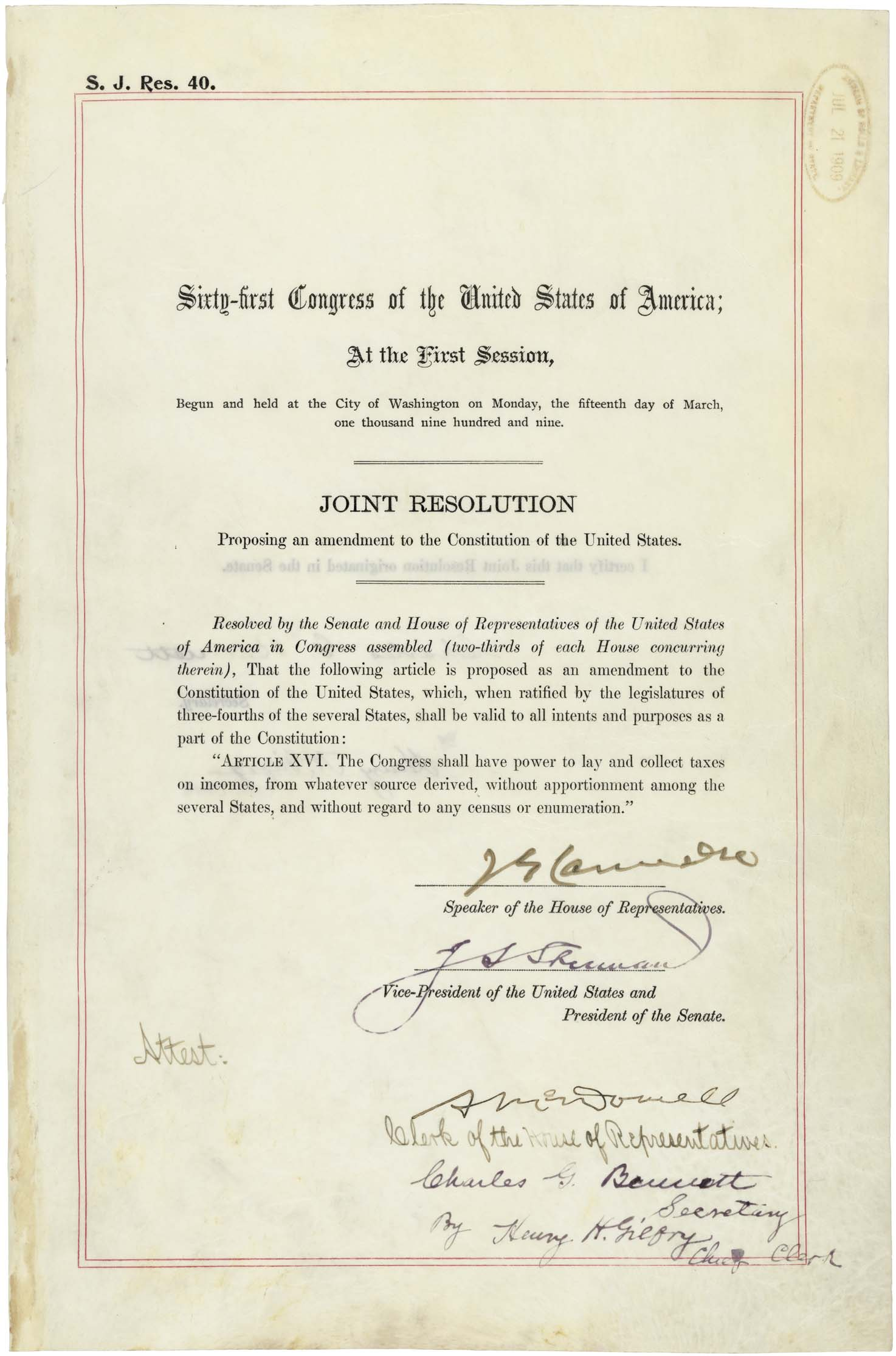
16:e författningstillägget i National Archives.

Det 16:e tillägget till USA:s konstitution är det tillägg som tillåter Kongressen i USA att införa en federal inkomstskatt. Tillägget trädde i kraft 1913 och lyder som följer:
| ”                    | The Congress shall have power to lay and collect taxes on incomes, from whatever source derived, without apportionment among the several States, and without regard to any census or enumeration. | „ |
| – Det 16:e tillägget | |   |

## Bakgrund
Den ursprungliga konstitutionstextens artikel I tillät vissa former av skatter, men innehöll också tydliga begränsningar i hur dessa skatter kunde utformas. Inkomstskatter under amerikanska inbördeskriget 1861–1865 tolererades allmänt som ett sätt att finansiera krigsutgifterna. Kongressens försök att införa skatter därefter stötte däremot på starkt motstånd. Delar av en skattelag från 1894, som införde direkt federal beskattning av amerikanska medborgare och amerikanska företag, upphävdes 1895 i en dom i USA:s högsta domstol, Pollock v. Farmers' Loan & Trust Co.
Det 16:e författningstillägget tillkom för att ändra den konstitutionstext som domen byggde på och godkändes av kongressen 2 juli 1909. Tillägget ratifierades 3 februari 1913, och möjliggjorde därmed de tidigare otillåtna federala inkomstskatterna.

## Kritik
16:e författningstillägget har sedan sin tillkomst, i samband med Federal Reserve Act, blivit blivit häftigt kritiserat, bland annat för att det undergräver konstitutionens ursprungliga arrangemang för att begränsa den federala regeringens storlek och för att balansera delstaterna mot den federala regeringen. Vissa skattevägrare hävdar att tillägget aldrig ratificerades korrekt och använder det påståendet som argument för att slippa betala.